# Centro de Estudios Ribagorzanos
El Centro de Estudios Ribagorzanos (CERib) (en aragonés Zentro de Estudios Ribagorzans, en catalán Centre d'Estudis Ribagorçans) es una institución cultural de estudios locales de Ribagorza, una comarca histórica española, dividida en la actualidad entre la provincia catalana de Lérida y la aragonesa de Huesca y caracterizada por la convivencia de tres idiomas, el aragonés, el catalán y el castellano.
Fue fundada en Benabarre (Huesca), antigua capital del condado de Ribagorza, en 2003 como filial del Instituto de Estudios Altoaragoneses. Pretende ser el aglutinador de personas, asociaciones culturales y otras entidades privadas y públicas preocupadas por el estudio, la investigación, la conservación y el aprovechamiento de los valores culturales de la Ribagorza. Tiene dos secciones, una en Benabarre y la otra en El Pont de Suert (Lérida), en la comarca catalana de Alta Ribagorza. Su presidente es José Miguel Pesqué Lecin. Edita la revista Ripacurtia.